# Versus (télévision)
Pour les articles homonymes, voir Versus.
Versus était une chaîne de télévision sportive américaine appartenant à NBCUniversal.

## Histoire
La chaîne a été lancée le 25 septembre 2006 sous le nom Outdoor Life Network en utilisant sous licence le nom du magazine Outdoor Life et la programmation consistait à la chasse, la pêche, sports extérieurs et aventures. Elle a acquis en 1999 les droits de diffusion du Tour de France. La popularité de Lance Armstrong a permis à la chaîne de rejoindre 60 millions de foyers américains.
Le 25 septembre 2006, OLN est devenu Versus et se spécialise dans les sports de combats.
En février 2011, Comcast fait l'acquisition des actions majeures de NBC Universal, en intégrant les chaînes sportives de Comcast sous la bannière NBC Sports. De nouvelles acquisitions sportives ont eu lieu, et la chaîne a changé de nom pour NBC Sports Network le 2 janvier 2012.

## Programmation
- NHL on NBC
- IndyCar Series (2009-2011)
- College Football on NBC
- College Basketball on NBC
- Coupe Davis
- PBR on Versus
- America's Cup on Versus
- WEC on Versus
- World Combat League on Versus
- Fight Night on Versus
- USSA on Versus
- Tour de France
- SlamBall
- UFL
- UFC